# Id Software
id Software LLC (/ɪd/) este un dezvoltator de jocuri video american cu sediul în Richardson, Texas. A fost fondat la 1 februarie 1991 de patru membri ai companiei de computere Softdisk: programatorii John Carmack și John Romero, designerul de jocuri video Tom Hall și artistul Adrian Carmack.
id Software a realizat dezvoltări tehnologice importante în tehnologiile jocurilor video pentru PC (rulând MS-DOS și Windows), inclusiv lucru realizat pentru francizele Wolfenstein, Doom, și Quake în acest timp. Lucrul lui id a fost important particular în tehnologia graficelor pe computer 3D și în motoare grafice care sunt folosite în industria jocurilor video. Compania a fost implicată în creearea primului first-person shooter (FPS) din gen: Wolfenstein 3D este deseori considerat a fi primul FPS adevărat; Doom este un joc care a popularizat genul și PC gaming în general; și Quake a fost primul FPS 3D autentic al id.
Pe 24 iunie 2009, ZeniMax Media a achiziționat compania. În 2015, ei au deschis un al doilea studio în Frankfurt, Germania.

## Jocuri video

### Jocuri video dezvoltate de Id
- Dangerous Dave (1988)
- Commander Keen
  - Episodul 1: Marooned on Mars (1990)
  - Episodul 2: The Earth Explodes (1991)
  - Episodul 3: Keen Must Die (1991)
  - Keen Dreams (1991)
  - Episodul 4: Secret of the Oracle (1991)
  - Episodul 5: The Armageddon Machine (1991)
  - Episodul 6: Aliens Ate My Baby Sitter (1991)
- Dangerous Dave in the Haunted Mansion (1991)
- Rescue Rover (1991)
- Rescue Rover 2 (1991)
- Shadow Knights (1991)
- Hovertank 3D (1991)
- Catacomb 3D: A New Dimension (1991)
- Wolfenstein 3D (1992)
  - Spear of Destiny (1992)
- Doom (1993)
  - The Ultimate Doom (1995)
- Doom II: Hell on Earth (1994)
  - Master Levels for Doom II (1995)
  - Final Doom (1996)
- Quake (1996)
- Id Anthology (1996)
- Quake II (1997)
- Quake III Arena (1999)
  - Quake III: Team Arena (2000)
- Doom: Collector's Edition (2001)
- Doom 3 (2004)
- Wolfenstein 3D Classic (2009)
- Doom Classic (2009)
- Quake Live (2010)
- Rage HD (2010)
- Rage (2011)
- Doom 3: BFG Edition (2012)
- Doom (2016)
- Doom VFR (2017)
- Rage 2 (2019)
- Doom Eternal (2020)
- Quake Champions (2022)
- Doom: The Dark Ages (2025)

### Jocuri video publicate de Id
- Heretic (1994)
- Hexen: Beyond Heretic (1995)
- Hexen II (1997)